# Scolecida

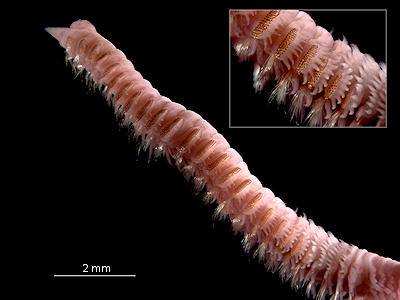
Orbinia sertulata z rodziny Orbiniidae

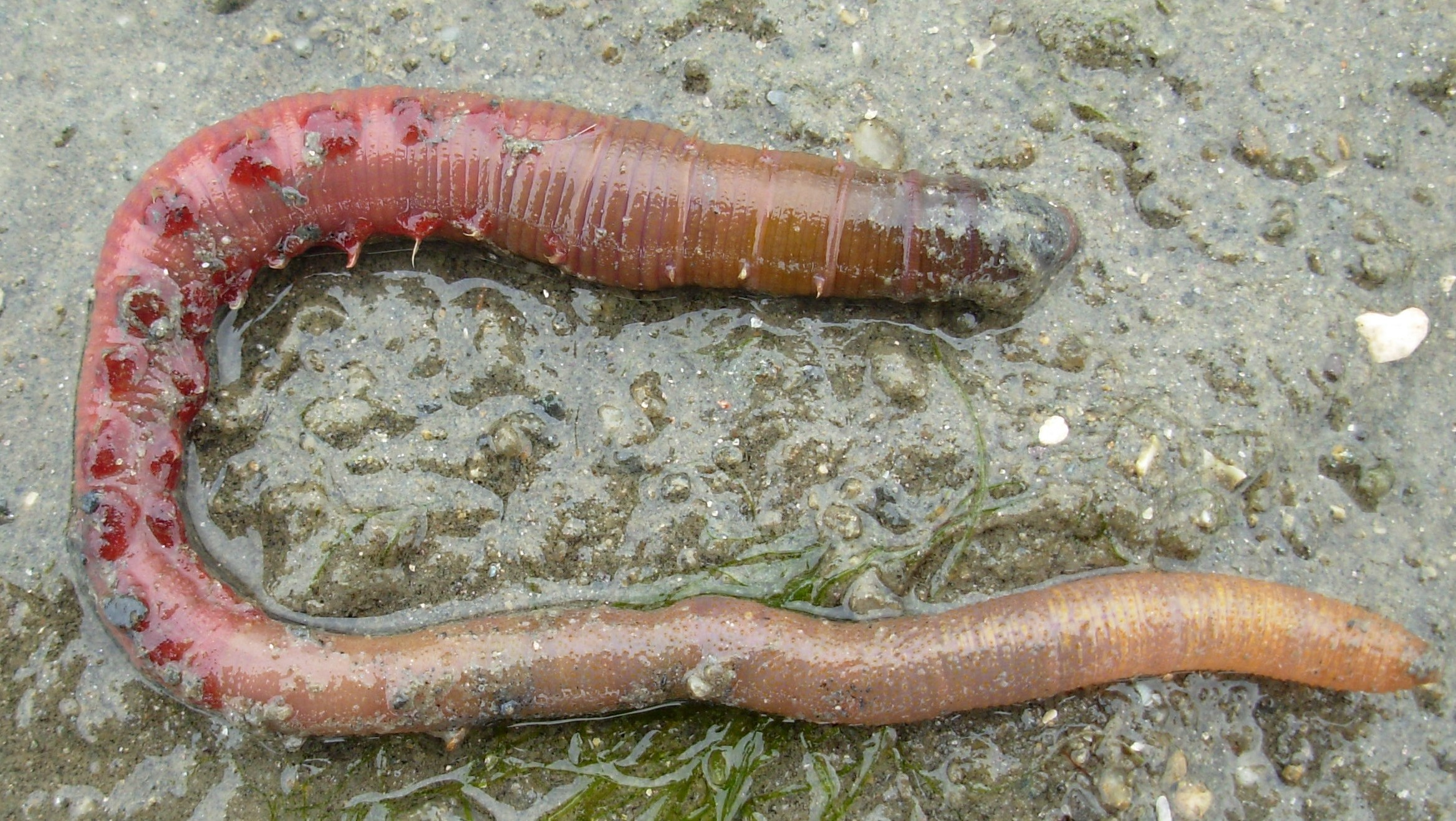
Arenicola marina z rodziny Arenicolidae

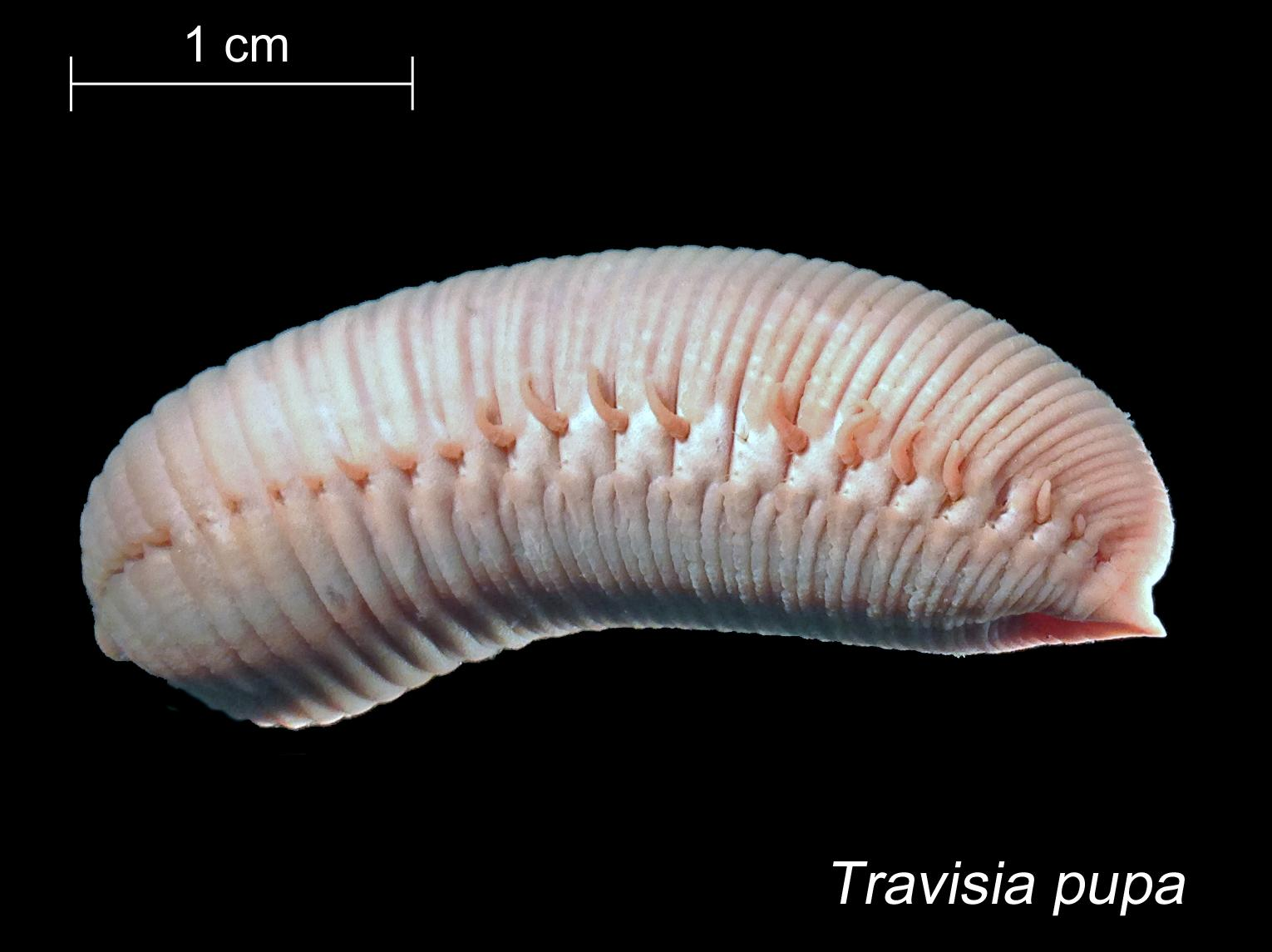
Travisia pupa z rodziny Travisiidae

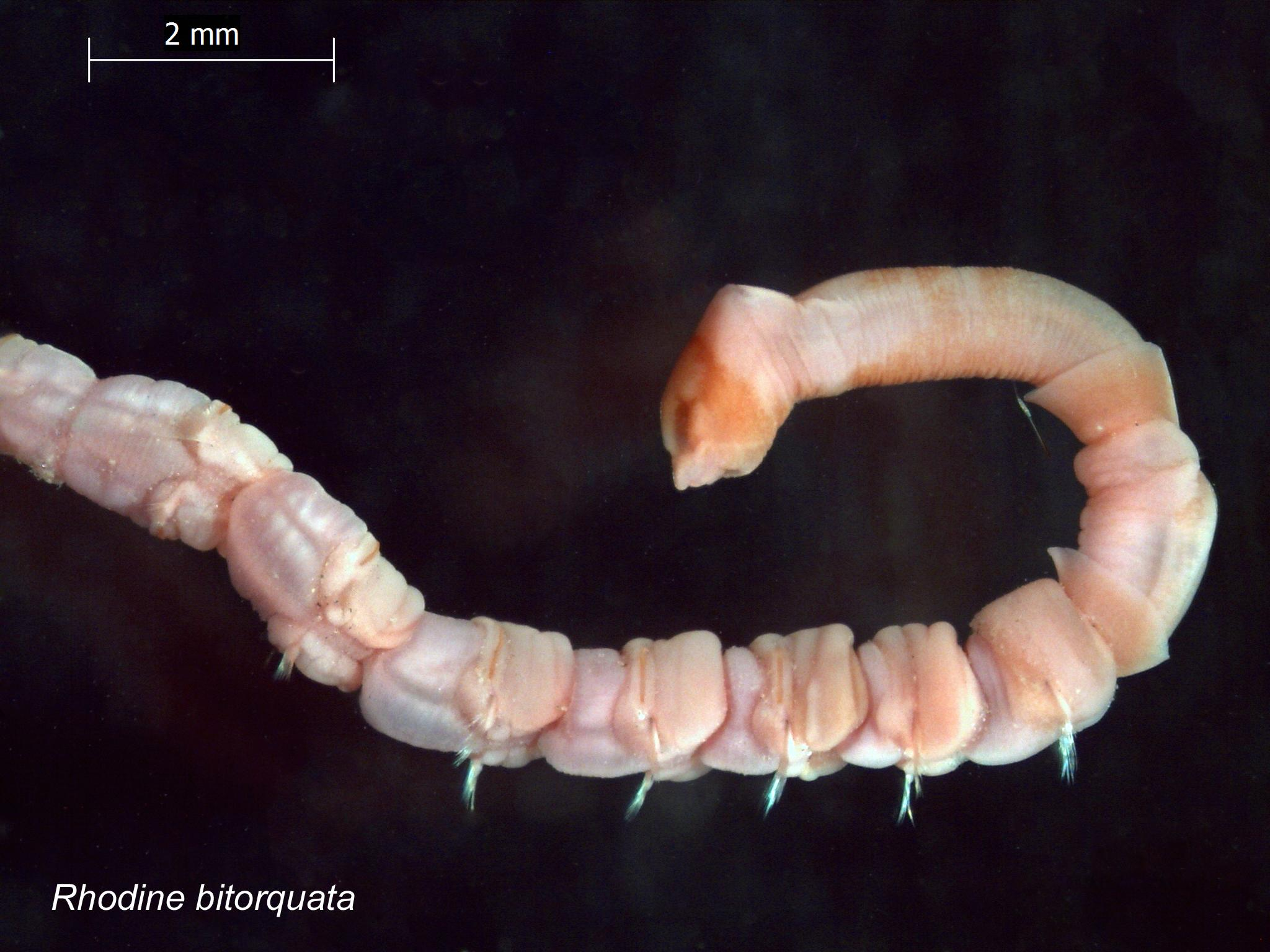
Rhodine bitorquata z rodziny Maldanidae

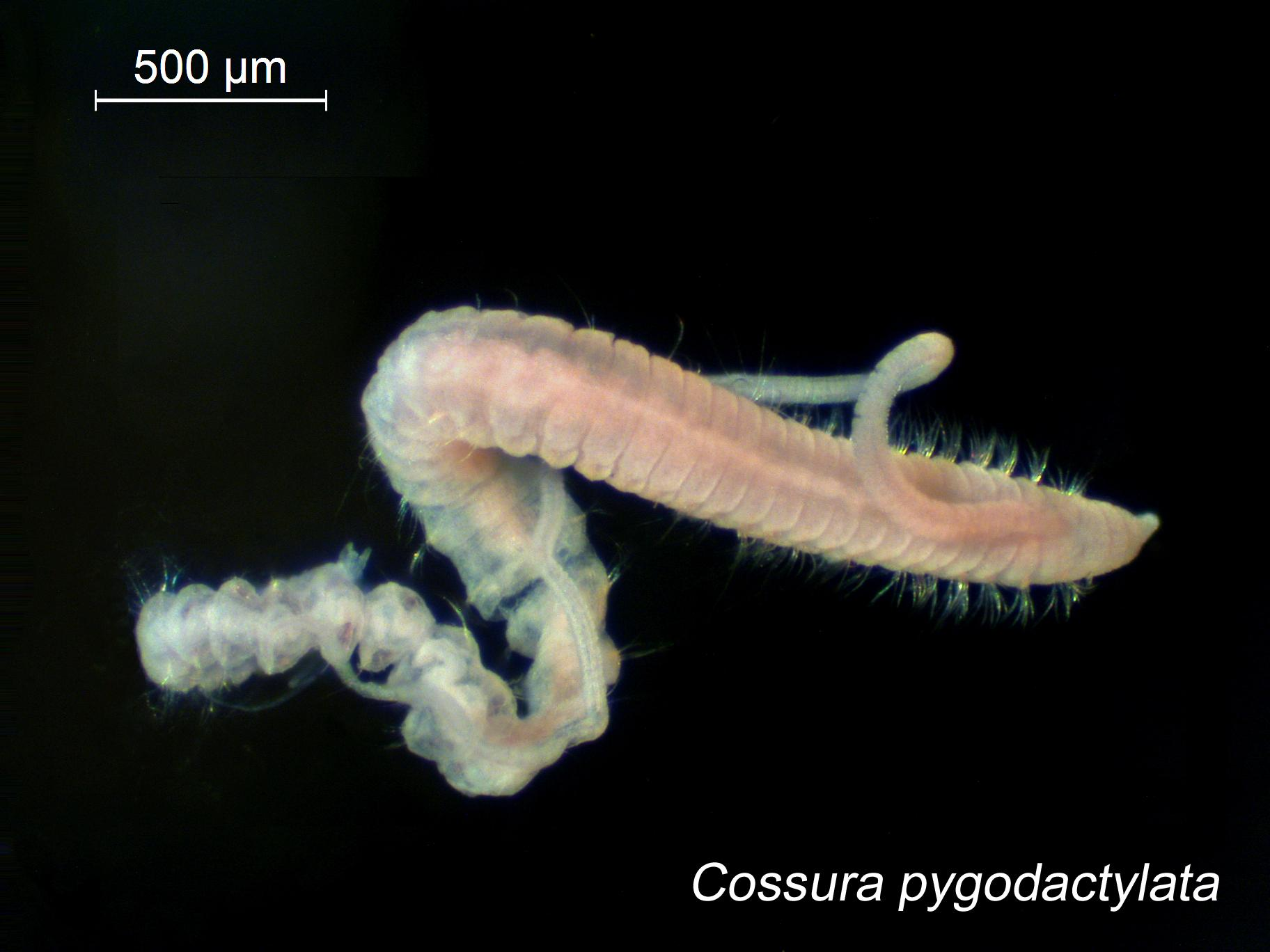
Cossura pygodactylata z rodziny Cossuridae

Scolecida – takson pierścienic z gromady wieloszczetów, zwykle wyodrębniany w randze podgromady lub infragromady. Obejmuje formy o zredukowanych płatach parapodiów, całkiem pozbawione przydatków głowowych lub z wykształconym pojedynczym czułkiem środkowym. Nie jest taksonem monofiletycznym.

## Morfologia
Wieloszczety te zwykle mają robakowate ciało o prostej budowie zewnętrznej. Głowa jest zwykle stożkowata, tylko u Scalibregmatidae ma T-kształtny wierzchołek. Prostomium jest dobrze wyodrębnione. Zwykle brak na nim przydatków (czułków i głaszczków), tylko u Paraonidae na prostomium występować może pojedynczy czułek środkowy. Narządów wzrokowych brak w ogóle lub mają postać drobnych plamek ocznych. Między prostomium a perystomem występują narządy nuchalne. Mogąca się wywracać gardziel (ryjek) jest woreczkowata, nieuzbrojona, zwykle zaopatrzona w brodawki (papille), a niekiedy w palcowate płaty. Parapodia mają gałęzie grzbietowe (notopodia) i brzuszne (neuropodia) wykształcone w podobny sposób. Ich płaty są zredukowane, jednak zachowane są szczecinki grzbietowe (notochety) i brzuszne (neurochety). Zawsze przynajmniej część szczecinek ma formę prostą, kapilarną. Oprócz nich obecne mogą być szczecinki wykształcone w formie haków, które to bywają zaopatrzone w kapturki. Haki te mogą być również w różny sposób ząbkowane. Pierwszy segment szczecinkonośny (chetiger) nie odbiega znacząco budową i przydatkami od segmentów następnych. U niektórych grup występują prostej budowy skrzela segmentalne, a Cossuridae charakteryzuje obecność pojedynczego skrzela na pierwszym chetigerze.

## Ekologia
Zwierzęta te zasiedlają osady denne. Większość z nich ryje w nich korytarze lub buduje rurki. Najczęściej są nieselektywnymi detrytusożercami, pobierającymi za pomocą gardzieli cząstki materii organicznej wraz z osadem. Tylko wśród rodzin Cossuridae i Opheliidae podejrzewa się występowanie żerowania bardziej selektywnego.

## Taksonomia
Tradycyjnie wieloszczety dzieli się na podgromady błędków i osiadków. Wielu autorów powątpiewając w naturalność takich taksonów rezygnowała z wyróżniania podgromad i dzieliła wieloszczety bezpośrednio na rzędy, np. w systemie Rodneya Phillipsa Dalesa z 1962 roku było to 14 rzędów, w systemie Kristiana Fauchalda z 1977 roku 17 rzędów, w systemie Marian H. Pettibone z 1982 roku 25 rzędów, a w systemie Gesy Hartmann-Schröder z 1996 roku 22 rzędy.
W 1997 roku Greg W. Rouse i Kristian Fauchald na podstawie morfologicznych analiz kladystycznych wprowadzili inny podział wieloszczetów, wyróżniając w ich obrębie klady Scolecida i Palpata, ten drugi dzieląc na klady Canalipalpata i Aciculata. Scolecida i Palpata nadano następnie rangi podgromad. Nazwę Scolecida wywiedziono od wprowadzonej w 1896 roku przez Williama Blaxlanda Benhama nazwy Scoleciformia, która to z kolei pochodzi od greckiego σκώληξ (skōlēks) oznaczającego „robaka”. W skład Scolecida Rouse i Fauchald włączyli rodziny: Arenicolidae, Capitellidae, Maldanidae, Cossuridae, Opheliidae, Orbiniidae, Paraonidae, Questidae i Scalibregmatidae bez wyróżniania rzędów.
Podział wprowadzony przez Rouse’a i Fauchalda również okazał się nie być naturalny. Molekularne analizy filogenetyczne z XXI wieku powszechnie rozpoznają szczetnice jako grupę siostrzaną Capitellidae. Ich wyniki doprowadziły najpierw do sklasyfikowania szczetnic jako podgromady wieloszczetów, a w 2020 roku do obniżenia im rangi do rodziny siostrzanej dla Capitellidae. W molekularnej analizie filogenetycznej Torstena H. Strucka i innych z 2007 roku nie tylko szczetnice zajęły pozycję siostrzaną dla Capitellidae, ale też Orbiniidae zagnieździły się w obrębie  Phyllodocida należących do Aciculata. W molekularno-morfologicznej analizie filogenetycznej Jana Zrzavego i współpracowników z 2009 roku rozpoznano klad TCC obejmujący Terebelliformia, Arenicolidae, Maldanidae, Capitellidae i szczetnice, podczas gdy Cossuridae i Paraonidae utworzyły wraz z Fauveliopsidae klad bliższy Cirratuliformia lub kladowi SSC (obejmującemu Sabellidae, Sabellariidae i Spionida), a Orbiniidae zagnieździły się w obrębie Aciculata.
Mimo braku monofiletyzmu Scolecida wciąż są często rozpoznawane w randze podgromady lub infragromady w obrębie osiadków. World Polychaeta database wyróżnia w ich obrębie 9 rodzin:
- Arenicolidae Johnston, 1835
- Capitellidae Grube, 1862
- Cossuridae Day, 1963
- Maldanidae Malmgren, 1867
- Opheliidae Malmgren, 1867
- Orbiniidae Hartman, 1942
- Paraonidae Cerruti, 1909
- Scalibregmatidae Malmgren, 1867
- Travisiidae Hartmann-Schröder, 1971